# CASI
CASI (computer assisted self-interviewing) – wspomagana komputerowo technika badania sondażowego polegająca na tym, że respondent samodzielnie wypełnia ankietę, wpisując swoje odpowiedzi do komputera przyniesionego przez pracownika organizacji badawczej.